# Basquetebol nos Jogos Insulares de 2019
Nos Jogos Insulares de 2019, as partidas de basquete serão disputadas no Tercentenary Hall, em Gibraltar.

## Quadro de medalhas
| Pos                | Equipe             | Ouro | Prata | Bronze | Total |
| 1                  | Ilhas Cayman       | 1    | 0     | 0      | 1     |
| 2                  | Minorca            | 1    | 0     | 0      | 1     |
| 3                  | Gotland            | 0    | 1     | 0      | 1     |
| 4                  | Saaremaa           | 0    | 1     | 0      | 1     |
| 5                  | Gibraltar          | 0    | 0     | 2      | 2     |
| Totais (5 Equipes) | Totais (5 Equipes) | 2    | 2     | 2      | 6     |

## Resultados[2]
| Evento    | Ouro         | Prata    | Bronze    |
| --------- | ------------ | -------- | --------- |
| Masculino | Ilhas Cayman | Saaremaa | Gibraltar |
| Feminino  | Minorca      | Gotland  | Gibraltar |